# Stublenica
Stublenica (cyr. Стубленица) – wieś w Serbii, w okręgu kolubarskim, w gminie Ub. W 2011 roku liczyła 888 mieszkańców.